# Patrick William Riordan
Patrick William Riordan (ur. 27 sierpnia 1841 w Chatham, zm. 27 grudnia 1914 w San Francisco) – kanadyjsko-amerykański duchowny rzymskokatolicki pochodzenia irlandzkiego, arcybiskup San Francisco.

## Biografia

### Młodość i prezbiteriat
Urodził się w Nowym Brunszwiku, w Kanadzie. Jego rodzice, Matthew i Mary Riordanowie, pochodzili z Irlandii. Gdy Patrick miał siedem lat, przeprowadzili się do Chicago w Stanach Zjednoczonych.
Przyszły hierarcha w 1858 ukończył studia na Uniwersytecie w Notre Dame w Indianie. Następnie wyjechał do Rzymu, gdzie 7 grudnia 1859 znalazł się w grupie dwunastu pierwszych studentów Papieskiego Kolegium Północnoamerykańskiego. Z powodów zdrowotnych musiał opuścić Rzym. Edukację dokończył na uniwersytecie w Paryżu i na American College w Leuven, w Belgii. 10 czerwca 1865 w Mechelen otrzymał święcenia prezbiteriatu i został kapłanem diecezji Chicago.
Po powrocie do Stanów został wykładowcą prawa kanonicznego i teologii dogmatycznej na University of Saint Mary of the Lake. Od 1868 był proboszczem kolejno w Woodstocku, Joliet oraz parafii św. Jakuba w Chicago.

### Episkopat
17 lipca 1883 papież Leon XIII mianował go koadiutorem arcybiskupa San Francisco oraz arcybiskupem tytularnym cabasyjskim. 16 września 1883 w kościele św. Jakuba w Chicago przyjął sakrę biskupią z rąk arcybiskupa Chicago Patricka Augustine Feehana. Współkonsekratorami byli biskup Louisville William George McCloskey oraz biskup Vincennes Francis Silas Marean Chatard.
21 grudnia 1884, po przejściu na emeryturę abpa Josepha Sadoca Alemany y Conilla OP, został arcybiskupem San Francisco.
Jako arcybiskup zbudował nową katedrę Wniebowzięcia Najświętszej Maryi Panny w San Francisco, oddaną w 1891. W 1898 doprowadził do otwarcia pierwszego seminarium w archidiecezji - Seminarium Świętego Patryka w Menlo Park, przez kolejne ćwierć wieku będące jedynym większym seminarium w zachodniej części Stanów. Dbał również o powstawanie nowych szkół.
Popierał tworzenie parafii i kościołów narodowych, w których emigranci mogliby usłyszeć własny język. Sam znał sześć języków. Ściągnął do swojej archidiecezji szereg zgromadzeń zakonnych. W latach 90 XIX w. Kościół w San Francisco odczuł ataki American Protective Association - protestanckiego stowarzyszenia o profilu antykatolickim.
Był inicjatorem wniesienia pierwszej sprawy przed Stały Trybunał Arbitrażowy przeciwko Meksykowi w kwestii Pobożnego Funduszu Kalifornijskiego. Sprawa została w 1902 wygrana przez stronę amerykańską, jednak Meksyk przez kilka dziesięcioleci odmawiał wypłaty zasądzonych zobowiązań.
W 1903, ze względu na słabe zdrowie, poprosił papieża o koadiutora, który został mu przydzielony. Po trzęsieniu ziemi w San Francisco w 1906 odprawił mszę świętą na wolnym powietrzu, a następnie dzięki hojnej pomocy finansowej amerykańskich katolików, wspomógł odbudowę miasta.
Arcybiskupem Sam Francisco był do śmierci 27 grudnia 1914.